# Elecciones municipales de 2019 en Fuentidueña de Tajo
Las elecciones municipales de 2019 se celebraron en Fuentidueña de Tajo el domingo 26 de mayo, de acuerdo con el Real Decreto de convocatoria de elecciones locales en España dispuesto el 1 de abril de 2019 y publicado en el Boletín Oficial del Estado el día 2 de abril. Se eligieron los 9 concejales del pleno del Ayuntamiento de Fuentidueña de Tajo, a través de un sistema proporcional (método d'Hondt), con listas cerradas y un umbral electoral del 5 %.

## Candidaturas
En abril de 2019 se publicaron 5 candidaturas, el PSOE con José Antonio Domínguez Chacón en cabeza, el PP con Óscar Laguna Retuerta a la cabeza, Podemos con Marcelo Raúl Britos Fernández a la cabeza, Iniciativa Alternativa Independiente FDT con Jesús María Zafra Cámara en la cabeza e Izquierda Unida con Miguel Eduardo Bravo Forcado a la cabeza.

## Resultados
Tras las elecciones, el PSOE se alzó vencedor de las elecciones con mayoría absoluta al conseguir 7 escaños, uno más que en la anterior legislatura, PP se mantuvo con 1 concejal, Izquierda Unida perdió sus 4 concejales y FDT consiguió irrumpir en el consistorio con un 1 concejal.
| Candidatura     | Candidatura                                    | Votos | %                                       | Escaños                                 |
| --------------- | ---------------------------------------------- | ----- | --------------------------------------- | --------------------------------------- |
|                 | Partido Socialista Obrero Español (PSOE)       | 749   | 61,24                                   | 7                                       |
|                 | Iniciativa Alternativa Independiente FDT (FDT) | 189   | 15,45                                   | 1                                       |
|                 | Partido Popular (PP)                           | 179   | 14,64                                   | 1                                       |
|                 |                                                |       |                                         |                                         |
|                 | Podemos                                        | 61    | 4,99                                    | 0                                       |
|                 | Izquierda Unida                                | 20    | 1,64                                    | 0                                       |
| Votos en blanco | Votos en blanco                                | 25    | 2,04                                    | n/a                                     |
| Votos válidos   | Votos válidos                                  | 1198  | 100,00                                  | 9                                       |
| Votos nulos     | Votos nulos                                    | 28    | Participación: · \| \| 78,58 % \| 1.78% | Participación: · \| \| 78,58 % \| 1.78% |
| Votantes        | Votantes                                       | 1251  | Participación: · \| \| 78,58 % \| 1.78% | Participación: · \| \| 78,58 % \| 1.78% |
| Electores       | Electores                                      | 1592  | Participación: · \| \| 78,58 % \| 1.78% | Participación: · \| \| 78,58 % \| 1.78% |
|                 | 78,58 %                                        |       |                                         |                                         |

## Concejales electos
| N.º | Nombre                          | Lista | Lista |
| --- | ------------------------------- | ----- | ----- |
| 1   | José Antonio Domínguez Chacón   |       | PSOE  |
| 2   | María Dolores Martínez González |       | PSOE  |
| 3   | Eusebio Rodríguez Gárgoles      |       | PSOE  |
| 4   | Jesús María Zafra Cámara        |       | FDT   |
| 5   | Óscar Laguna Retuerta           |       | PP    |
| 6   | Rosa María Muñoz Castillo       |       | PSOE  |
| 7   | Ángela Fernández Martínez       |       | PSOE  |
| 6   | Pilar Carralero Terrés          |       | PSOE  |
| 7   | Leandro Martínez Castillo       |       | PSOE  |